# Scherlenheim
Scherlenheim ist eine französische Gemeinde mit 116 Einwohnern (Stand 1. Januar 2021) im Département Bas-Rhin in der Region Grand Est (bis 2015 Elsass). Am 1. Januar 2015 wechselte die Gemeinde vom Arrondissement Strasbourg-Campagne zum Arrondissement Saverne.
Die französischsprachigen Bewohner nennen sich Scherlenheimois.

## Geschichte
Scherlenheim war ein Reichsdorf. 

## Bevölkerungsentwicklung
| Jahr      | 1962 | 1968 | 1975 | 1982 | 1990 | 1999 | 2006 | 2014 |
| Einwohner | 86   | 106  | 115  | 112  | 108  | 118  | 114  | 128  |